# Antônio Pereira Pinto
Antônio Pereira Pinto (Rio de Janeiro, 20 de março de 1819 — 5 de junho de 1880) foi um advogado, magistrado e político brasileiro.

## Carreira
Formou-se em direito em São Paulo, em 1841. Exerceu o jornalismo em São Paulo, onde também foi deputado provincial e promotor público. Foi também juiz de direito em Guaratinguetá.
Foi presidente da província do Espírito Santo, de 14 de junho a 31 de outubro de 1848. Foi também presidente da província do Rio Grande do Norte, de 1848 a 1849. Foi ainda nomeado presidente da província de Santa Catarina, por carta imperial de 20 de janeiro de 1849, empossado no cargo em 6 de março do mesmo ano, recebendo o cargo do vice-presidente em exercício Severo Amorim do Vale, a quem o devolveu em 30 de novembro do mesmo ano, tendo este último presidido a província até 24 de janeiro de 1850.
Foi por duas vezes deputado geral pela província do Espírito Santo, de 1857 a 1860 e de 1861 a 1864. Foi diretor do Arquivo Público Imperial, atual Arquivo Nacional, de 1860 a 1869. Membro do Instituto Histórico e Geográfico Brasileiro, trabalhou como compilador dos atos internacionais do Brasil.